# Além de Nós
Além de Nós é um filme de drama brasileiro de 2023 dirigido por Rogério Rodrigues. Estrelado por Miguel Coelho e Thiago Lacerda, o filme é um road movie que acompanha a jornada de um jovem peão do Sul do Brasil com seu tio em uma viagem cheia de transformações pessoais. O elenco secundário é composto por Ingra Lyberato, Naruna Costa, Ide Costa e Clemente Viscaíno. 

## Enredo
Leo (Miguel Coelho), um jovem peão de fazenda que nunca havia saído de seu pequeno vilarejo no sul do Brasil, passa por duas grandes perdas no mesmo dia: é demitido e testemunha a morte do pai, sentindo-se responsável pelo ocorrido. Ao encontrar uma carta e uma foto, Leo descobre que precisa realizar o último desejo de seu pai e, para isso, embarca em uma viagem com seu tio Artur (Thiago Lacerda) até a cidade do Rio de Janeiro. Durante a jornada desconhecida, Leo reconstrói sua relação com o tio, apesar das diferenças entre eles em relação à vida e à personalidade, transformando essa aventura em uma oportunidade para descobertas e mudanças.

## Elenco
- Miguel Coelho como Leonardo "Léo"
- Thiago Lacerda como Artur
- Ingra Lyberato como Adélia
- Naruna Costa como Ana
- Ida Celina como Dona Maria
- Duda Meneghetti como Mabel
- Nestor Monastério como Andres
- Clemente Viscaíno como Leopoldino
- Pitti Sgarbi como Rocão
- Bruno Costa como Ademir
- Rose Brant como Sabina
- Fera Carvalho Leite como Solange
- Marcos Verza como Frei
- Laís Werneck como Bia

## Produção
Com a direção de Rogério Rodrigues, que estreia como diretor de um longa-metragem, Além de Nós tem como ponto de partida a Campanha Gaúcha. A história começa no fictício vilarejo de Dos Passos, situado na área rural do município de Bagé. Rodrigues se inspirou na tradição do cinema de estrada para criar seu filme, homenageando algumas de suas referências, como Paris, Texas, Thelma & Louise e Diários de Motocicleta. Além de prestar homenagem a esses filmes em termos estéticos e de enquadramento, Rodrigues criou sua própria jornada autêntica e com seu próprio estilo.
"Eu sou um grande fã de filmes de estrada. Acho que além das belas paisagens, a jornada traz uma série de transformações que são muito interessantes para o público. Como espectador, me sinto tocado por essas histórias e pelas mudanças que os personagens experimentam", diz o diretor em entrevista.
O diretor contou em entrevista que o roteiro de Além de Nós, escrito por ele, seu irmão Romir Rodrigues e Ulisses da Motta, teve origem em 2010. A ideia inicial partiu de Romir, que pensou em fazer um filme sobre dois gaúchos se aventurando pelo país. Embora tenha sido filmado em 2019, o lançamento do filme foi adiado devido a atrasos na Ancine e à não renovação da Lei do Audiovisual no final de 2019. O projeto foi adaptado e finalizado com o apoio da Lei de Incentivo à Cultura do Rio Grande do Sul. O filme foi filmado em 14 cidades de cinco estados brasileiros, sendo eles Rio Grande do Sul, Santa Catarina, São Paulo, Rio de Janeiro e Bahia.
Inicialmente, o projeto era para um curta-metragem, mas evoluiu para um longa. Inspirado nos livros da Trilogia do Gaúcho a Pé, escritos por Cyro Martins, o objetivo de Rodrigues era retirar o gaúcho do seu ambiente tradicional e situá-lo em um contexto globalizado, abordando as transformações sociais e ambientais do bioma do pampa.A fotografia, assinada por Renato Falcão (conhecido por seu trabalho em filmes como A Era do Gelo 4, Rio e Rio 2), foi pensada para destacar as mudanças e desafios enfrentados pelos personagens.

## Lançamento
O filme teve sua première no Festival de Cinema de Trancoso, na Bahia, em 2022. Em seguida, participou da 46ª Mostra Internacional de Cinema de São Paulo, que ocorreu entre 20 de outubroe 2 de novembro de 2022. Internacionalmente, o filme estreou no San Francisco Latino Film Festival, nos Estados Unidos em 2022. 
A estreia comercial do filme no Brasil ocorreu em 23 de março de 2023 pela Panda Filmes. 

## Recepção

### Resposta da crítica

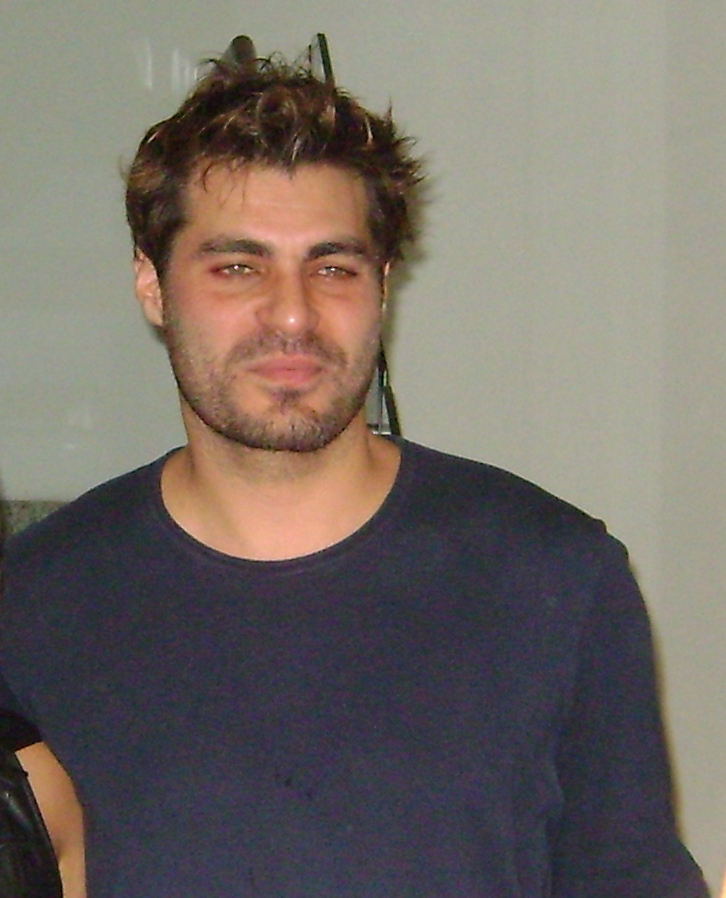
Thiago Lacerda teve seu desempenho elogiado pela crítica.

Além de Nós recebeu uma morna aceitação da crítica, com elogios particulares direcionados aos desempenhos de Thiago Lacerda e Miguel Coelho. No site SRZD, Ana Carolina Garcia escreveu que, com atuações equilibradas e contidas de Coelho e Lacerda, o filme lida cuidadosamente com o drama, apesar dos clichês que tentam se impor na narrativa, abordando algumas fragilidades do roteiro. No final das contas, o filme trata da transformação interior e da fé em um futuro repleto de oportunidades melhores, eliminando o sentimento de fracasso que sufocava os protagonistas de maneiras distintas e os impedia de seguir em frente.
Marcelo Müller, do Papo de Cinema, escreveu que, no filme, os protagonistas enfrentam uma transformação simbolizada pela renúncia aos ícones do gauchismo, como a substituição do cavalo por uma motocicleta e a troca da pilcha por roupas mais adequadas à vida cosmopolita. O roteiro aborda esse despojamento como um elemento periférico da profunda mudança enfrentada pelos personagens, resultante das dinâmicas da estrada e do deslocamento que desafia a estagnação anterior. No entanto, a consistência desse simbolismo é irregular, às vezes passando despercebido e em outras sendo enfatizado como essencial à jornada. Ao contrário de Casa Vazia (2021), que retrata a agonia causada pela morte de um estilo de vida pelo avanço do capitalismo, aqui o enfoque está na crença de que os desterrados podem sobreviver apesar das mudanças. O gesto final, que vincula a confiança em dias melhores ao descarte do último elemento iconográfico ligado ao gauchismo, sugere a mensagem de que, embora o futuro seja incerto, a mudança pode ser positiva. O filme transmite uma sensação ambígua entre o conformismo e a esperança.